# 軍事貴族
軍事貴族（ぐんじきぞく）は、日本の平安時代初期頃より成立していった軍事専門の貴族、公家・堂上家（殿上人）・地下家（地下人）出身の官人のことをいう。武家貴族とも呼ばれ、成立期の武家（武士）の母体となった。為憲流藤原南家、利仁流と秀郷流と勧修寺流上杉氏の藤原北家、国香流桓武平氏、清和源氏、広元流大江氏、嵯峨源氏の渡辺氏と瓜生氏と赤田氏、宇多源氏の佐々木氏、多々良姓大内氏、日下部姓朝倉氏、大蔵姓諸氏、中原姓諸氏、惟宗姓諸氏などが代表的な軍事貴族である。

## 概念の提起
軍事貴族の概念は、戸田芳実による軍制史研究によって広まったとされている。
この概念が登場した背景として、1970年代以降、王朝国家論を巡る議論の中で、在地の農民層から武士が生まれて公家の荘園支配を打倒していったとする、それまでの解釈への批判が強まったことが挙げられている。
こうした古代・中世史研究の深まりとともに、農民ではなく公家に武家の起源を求める見方が生まれ、両者を繋ぐ概念として提起されたのが、軍事貴族である。

## 前史
律令国家が建設される以前の古墳時代・飛鳥時代においても、軍事を主務とする豪族が存在した。当時、ヤマト政権内において特定の職務を担当する同族集団、すなわちウヂが存在しており、その中で軍事を担当するウヂに物部氏や大伴氏、紀氏と平群氏などがあった。
しかし、7世紀後期に形成していった律令制は、官僚制を原則としており、ある氏族が特定の官職を世襲することを否定した。律令に基づいて各地に軍団が設置されると、物部・大伴両氏に代わって軍団が軍事を担うこととなった。
その後、軍団は8世紀末から9世紀にかけて廃止され、軍事動員を必要とするときは、国衙から太政官へ上申し、太政官から「発兵勅符」を得た上で、国衙が国内の各戸から兵を徴発したり健児を動員するという方式で対応していた。常置の国家正規軍は存在しておらず、必要のあるときのみ、臨時の正規軍が編成される仕組みとなっていた。
9世紀末頃になると、百姓らの偽籍・浮浪・逃亡が顕著となり、軍事動員の対象となるべき百姓を各戸ごとに把握することが困難となった。さらに、東国において群盗の横行が常態化するようになっていた。

## 軍事貴族の成立
寛平・延喜年間（9世紀末期から10世紀初期）になると、坂東において、中央へ進納する官物を強奪するといった「群盗蜂起」が頻発した（僦馬の党・寛平・延喜東国の乱）。朝廷はこれに対処するため、受領（現地国司の最高位者）に広範な軍事上の裁量権を認める制度改革を行った。具体的には、単に兵動員を許可する「発兵勅符」に代わって群盗を積極的に鎮圧しようとする「追捕官符」を発出するとともに、国単位で押領使・追捕使を任命して、国内の武勇者を国衙・押領使・追捕使の指揮下に入ることを義務づけたのである。この軍制改革は、地方に権限を移譲するという意味で、まさに当時その緒についていた王朝国家体制への転換改革と軌を一にするものだった。
この時期に群盗追討で名を馳せたのが、藤原為憲、藤原利仁、藤原秀郷、平高望・国香父子、源経基ら臣籍降下や下向した下級貴族（官人）である。彼らがこうした軍事力を発揮出来た背景には、彼らの父祖の世代が受領に任ぜられた際、狩猟文化を背景に持つ俘囚の武芸を学んでおり、それを基礎とした新式の武芸を編み出していたとする説（下向井龍彦）が唱えられている。彼らは国司や押領使として勲功を挙げるとともに、赴任した地方に土着して国衙から公田経営を公認されるなど、自らの軍事力を維持出来るだけの経済基盤を築いた。しかし朝廷の彼らに対する処遇は必ずしも彼らが期待したほどではなく、彼らの間には次第に不満が蓄積していった。940年（天慶3年）前後に発生した承平天慶の乱は、このような不満の実体化であった。この乱の叛乱側、追討側のいずれも、延喜期に勲功を挙げた者たちの子孫であった。
承平天慶の乱の鎮圧・追討に勲功のあった者、すなわち承平天慶勲功者の大半は、公家の血統に属するとはいっても、極めて低い官位にある中下級の官人であった。しかし朝廷はこの時、彼らの間の不満が乱の原因になったとの認識のもと、彼らを五位・六位といった受領級の中・下流公家に昇進させた。この結果、10世紀後半の公家社会において、承平天慶の乱の勲功者とその子孫たちは軍事に特化した家系、すなわち兵の家（つわもののいえ）として認知されるようになった。
軍事貴族ないし武家の母体となったのは、こうした兵の家の者たちであったというのが、現在最も有力な学説である。ただし、彼らの子孫すべてが軍事貴族・武士へ成長した訳ではない。当時はまだ家業の継承・固定化が成立しておらず、兵の家としての認知はいまだ流動的でもあった。
11世紀に入ると、ある家系が特定の官職を世襲する「家業の継承」または官司請負制が公家社会内で次第に確立されていった。こうした流れの中で、兵の家の中から軍事を専門として従事する家系が固定化していった。彼らの多くは六位どまりの侍身分の技能官人であったが、上層部の者は諸大夫身分の一角を占めて四位・五位階級まで昇進して、受領級の官職に任命されるようになった。これが軍事貴族の成立である。

## 軍事貴族の態様
軍事貴族の中でも、高位の四位に叙されたのは、為憲流藤原南家、利仁流と秀郷流藤原北家、清和源氏、国香流桓武平氏に限られていた。うち正四位まで昇ったのは、清和源氏の6名と桓武平氏の2名のみである。当初、源頼光や源頼信をはじめとして清和源氏が相次いで正四位に叙され、清和源氏が武家の棟梁として認識されていたが、源義家の子の源義親の代に失脚すると、代わって平忠盛が正四位に昇った。これは武家の棟梁が清和源氏から桓武平氏へ移ったことの現れだと考えられている。

### 軍事貴族の官職
軍事貴族は、当然ながら軍事面で朝廷に貢献することが求められた。彼らは滝口（北面武士）を勤めた後、宮中の警護にあたる蔵人、京市中の警察である検非違使などの武官に任じられた。武官としての功績を積んだ後は、他の諸大夫階層の技能官人層に属する中下級貴族が家業の功績を積んだのと同様に、受領として諸国へ赴任する例が多かった。当時、太政官から発給された「追捕官符」を根拠に、国司が国内の武士を軍事力として編成し、「凶党」の追捕に当たるという国衙軍制が成立しており、軍事貴族の「武家」としての職能はこの国衙軍制の中で十二分に発揮されたのである。
国衙軍制において国司は、次に掲げる者を「武士」として名簿（「武士交名」という）に登録した。それは、承平天慶期の勲功者の子孫で侍身分の技能官人の家と認知され、武芸を家業としている郡司・富豪百姓・田堵負名らである。いざ凶党追捕の際には、国司は武士交名を元にこれらの者を軍事力として編成していた。軍事貴族は、承平天慶期より継続的に在地の郡司・富豪百姓・田堵負名層との関係を構築していたため、国内軍事力の編成に関しては、通常の受領よりも格段に有利であった。また彼らは受領として地方に赴任した際には、在地の有力者たちとの関係を更に深めるのが通例であった。こうして軍事貴族と在地の豪族との間には、主従関係が徐々に築かれていった。ただし、当時すでに強固な主従関係が見られたわけではなく、流動的な側面を持つ主従関係だったことに注意する必要がある。
軍事貴族たちはこのようにして受領を勤めた後、再び別の国の受領となったり、あるいは衛門尉や刑部丞などの武官的な官職に補任されることが多かった。

### 院宮王臣家との関係
軍事貴族は他の技能官人層の中下級公家と同様、摂関家など有力公家の家司や治天の君の院司として、私的に奉仕するという側面も持っていた。清和源氏は源満仲以来、藤原北家（摂関家）の家司として代々仕え、同家による他氏排斥の際には藤原北家の家司として積極的に関与した。また清和源氏は摂関家の私兵として仕伺したり摂関家へ多大な成功（じょうごう）を行うなど、摂関家の権勢維持に大きな役割を果たした。
一方、国香・貞盛流桓武平氏は藤原北家の九条流（貞盛の弟繁盛が藤原師輔、貞盛の子維衡が藤原道長など）以外にも藤原顕光や藤原実資の家司として仕えたが、清和源氏に比べると遅れをとっていた。
摂関家への貢献によって清和源氏は優遇されるようになり、源頼光・源頼親兄弟、源頼義・源義家父子が正四位という軍事貴族最高位に相次いで叙せられ、武家の棟梁というべき立場を得るに至った。ここで注意しなくてはならないことは、清和源氏が武家の棟梁という地位を得たのは、その武勇によってというよりも、摂関家への奉仕という中央公家の内部事情に起因するという点である。軍事貴族は確かに在地有力者との主従関係の構築を進めてきてはいたが、その存立基盤はやはり中央政界にあったのである。
白河院による院政が始まると、平忠盛は院近臣の郎党となって白河院に接近してゆく。院司となり、正四位に叙せられて軍事貴族の最高位者、すなわち武家の棟梁として台頭していった。武家の棟梁の地位が源氏から平氏へ移動した背景には、中央政界の中心が摂関家から院政を布く治天の君へ移動したという事情がある（源氏は摂関家の権威を背景に、平家は院の権威を背景に台頭したことによる）。これは、武家の棟梁の地位、ひいては軍事貴族の地位が中央政界の動向に制約されていたことの証左とされている。

## 解消
12世紀中期の保元の乱・平治の乱は、朝廷内部の政争が軍事衝突によって解決された画期的な事件である。これを契機として、軍事貴族の最高位者である平清盛とその一族は、宿敵の源義朝を倒して、朝廷内部で台頭していった。清盛は、1160年にそれまでの軍事貴族が就きえなかった正三位参議になると、1167年には太政大臣にまで昇り詰め、もはや軍事貴族としての枠を遥かに超えてしまった。 清盛一族はさらに権力を強化し、ついに平氏政権を樹立した。これは軍政官を派遣するなどの点で、最初期の武家政権としての性格を有している。
1180年代になると、平氏政権打倒を名目とした内戦（治承・寿永の乱）が起こり、軍事貴族に出自し、関東の在地領主層＝武士層を基盤とする義朝の子である源頼朝の武家政権（後世に鎌倉幕府と呼ばれる政権）が最終的に勝利した。朝廷は、頼朝を軍事貴族の最高位者として処遇しようとし、権大納言や近衛大将に任官するも、頼朝はこれを辞官。関東武士層を権力基盤とする頼朝は軍事貴族としての地位を否定し、鎌倉殿という新たな武家棟梁の地位を確立した。しかし頼朝は9ヶ国の知行国主であり、まだ軍事貴族としての性格を強く持っていたが、頼朝の血統の断絶により、軍事貴族と呼ぶべき実態は発展的に解消されていった。
一方、頼朝の政権確立後も大内惟義・源頼茂・藤原秀康など一部の軍事貴族は頼朝と主従関係を結びながらも、従来のように治天の君である後鳥羽上皇によって検非違使や北面武士に任じられて朝廷や京都市中の警固にあたるとともに朝廷の軍事力の基盤を担っていた。だが、彼らの多くが上皇が起こした承久の乱に連座して滅亡に追い込まれ、姿を消すことになった。
平氏政権の滅亡は、在地農民層を武士の起源とする見解からは、平氏が武家としての本分を忘れて公家に取り込まれてしまったのが原因とされた。しかし、公家を武家の起源とする見地から見れば、むしろ平氏は軍事貴族としての従来の立場、武家としての本分に忠実であったと言える。平氏を打倒した源氏の側が、軍事貴族としての立場より、その軍事力の源である在地領主層を基盤とする立場に移動するという、新路線を歩んだのである。
また、南北朝時代に初代美濃守護となった土岐頼貞をはじめ、室町幕府を開いて征夷大将軍となった足利尊氏も、広義的な意味で軍事貴族となるも、応仁の乱によって足利将軍家は軍事貴族の機能を喪失して下剋上を迎え、同時に土岐氏も家臣の斎藤道三に国を奪われたたことから、完全に軍事貴族の意義は途絶えてしまった。

## 国外の軍事貴族
フランスにおいては法服貴族に対して帯剣貴族を、イギリスにおいては一代貴族に対して世襲貴族を指す時に軍事貴族と呼ばれることがある。また、オスマン帝国のティマールも軍事貴族とされることが多い。